# Biomeigenia gynandromima
Biomeigenia gynandromima là một loài ruồi trong họ Tachinidae.